# فریا

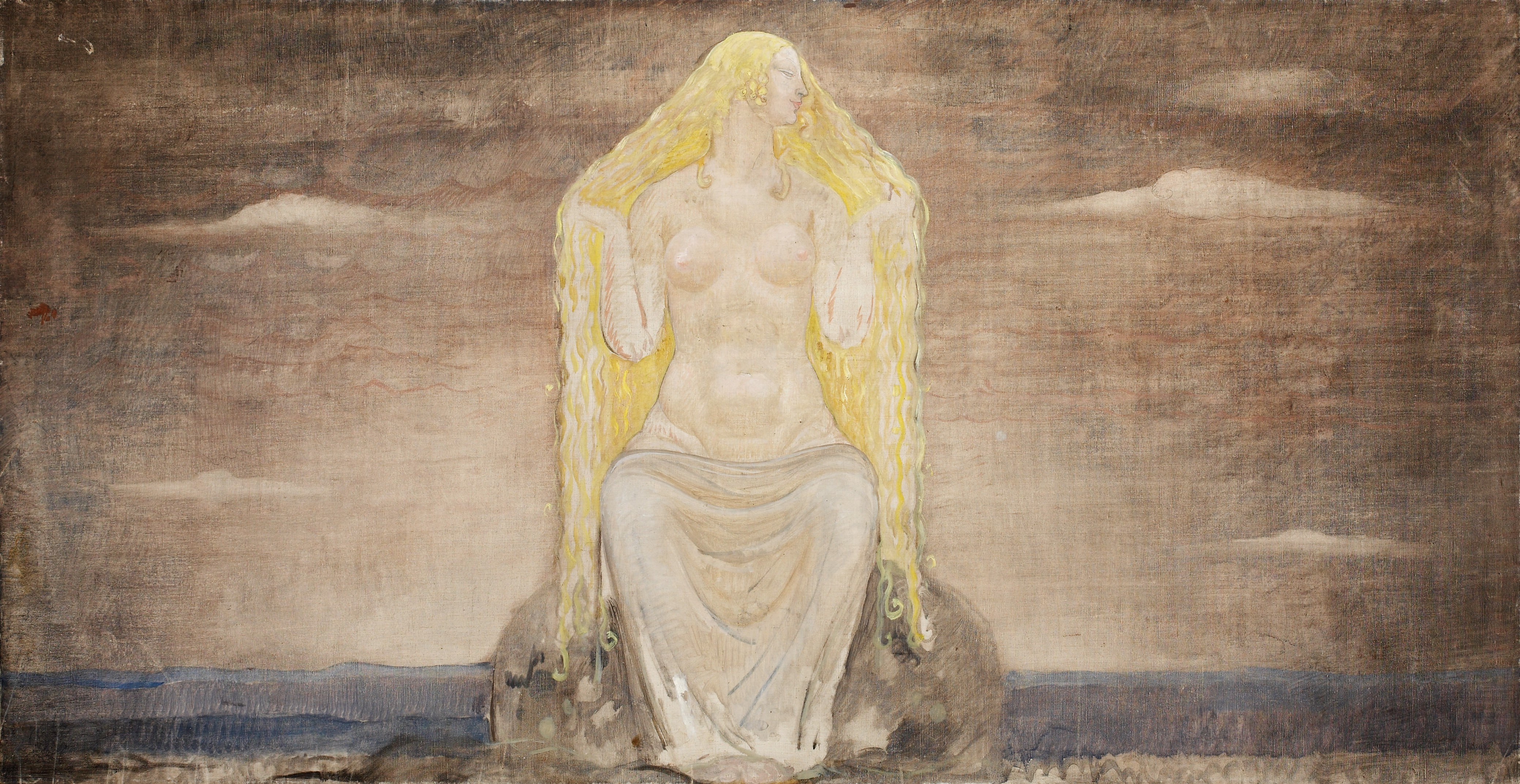
تصویر فریا، اثر جان باور (۱۹۱۸–۱۸۸۲)

فریا یا فرییا (به زبان نروژی باستان: Freyja, Friia) به معنی بانو، در اساطیر اسکاندیناوی، ایزدبانوی عشق، شور جنسی، باروری، نزاع و مرگ، سیدر (جادویی برای پیشگویی و تأثیرگذاری بر آینده)، کشمکش و یکی از زیباترین الهه‌های اساطیر و ادبیات نورس به‌شمار می‌رفت. فریا و برادر دوقلویش فریر، فرزند خدای دریاها نیورد و عضو یکی از نژادهای ایزدان اساطیری به نام ونیر بود. فریا الههٔ حامی باروری و حاصلخیزی محصولات کشاورزی و نماد شهوت جنسی بود. او شیفتهٔ شعر و موسیقی، بهار و شکوفه‌های آن و به خصوص علاقه شدیدی به اِلف‌ها داشت. پیشگویی و آنچه در ادبیات شمال از آن سخن بسیار است به روایت اسنوری استورلوسون با او پیوند دارد. به نام فریا در مجموعه متون و اشعار ادای منظوم، ادای منثور و هایمس‌کرینگلا، به معنی حلقهٔ جهان، که هر دو اثر به قلم اسنوری استورلوسون در قرن سیزدهم هستند؛ در چندین سرگذشت‌نامه‌های ایسلندی؛ در داستان کوتاه سورلا پتر؛ در اشعار و داستان‌های اسکالد؛ و در فولکلور اسکاندیناوی عصر مدرن اشاره شده است. فریا به شکل الهه‌ای بی‌نهایت زیبا، دارای موهای بلوند و چشمانی آبی تصویر می‌شد.
فریا در کنار برادرش فریر در شمار ایزدانی بودند که سوئدی‌ها آنان را در اواخر عصر وایکینگ‌ها در اوپسالا همراه با ثور و اودین، که با تندیسی فالیک مشخص می‌شد، نیایش می‌کردند. او همچنین به عنوان ملکهٔ والکیری‌ها شناخته می‌شد و برگزیننده دلیرترین جنگجویانی بود که جان خود را از دست داده‌اند و آن‌ها را قلمروی خود فولکوانگر می‌برد. جنگجویان دیگر به والهالا کنار اودین می‌روند. فریا قادر به ریختن اشک‌هایی بود که به طلا یا کهربا مبدل می‌شدند. همسر او ایزدی به نام اور (وُدان) یا یکی از نام‌های اودین بود که از او صاحب دو دختر به نام‌های هنوس و گرسمی شد. فریا چندین گنج ویژه داشت که عبارتند از گردنبند گرانبهای بریسینگ، ارابه‌ای که توسط دو گربه کشیده می‌شد، گراز زرین مو هیلدیس‌وینی و شنلی جادویی، ساخته شده از پر که با پوشیدن آن به شکل یک شاهین درمی‌آمد. فریا نیز مقام کاهنهٔ قربانی را داشت. او نخستین کسی بود که به آسیر سیدر (جادوی پیشگویی) را یاد داد که در میان نژاد وانیر پدیده‌ای متداول بود. او را گاهی با فریگ، همسر اودین اشتباه می‌گرفتند، چرا که نام هر دوی آن‌ها به معنی «بانو» است و همچنین فریگ برخی مواقع دارای خصوصیاتی همانند فریا بود.
او با مادر ایزدان دورهٔ رومی که تندیس و نقش آنان به شکل نشسته در قربانگاه‌های عصر رومی آلمان، هلند و بریتانیا دیده می‌شود، پیوندی عمیق دارد. در اسکاتلند مکان‌های بسیاری را می‌توان یافت که نام خود را از فریا گرفته‌اند و چنین است که این بانو خدا، مشهورترین ایزدبانو می‌شود. در بسیاری از روایت‌ها، فریا عروس ونیر و گاه به خاطر رفتار ناشایست و پذیرش هر باشندهٔ فراطبیعی یا ایزد به عنوان معشوق مورد سرزنش قرار می‌گیرد. از جنبه‌های مختلفی، او و برادرش فریر همانند ایزدان دوقلوی اسطوره‌شناسی یونانی، آرتمیس و آپولون بودند. فریر همانند آپولون ایزد روشنایی و نماد خورشید بود و از این جهت که خودش نیز ایزدبانویی ونیر به حساب می‌آمد، همانند آرتمیس ایزدبانوی حاصلخیزی و باروری حیوانات وحشی بود، اما بر خلاف آرتمیس که الهه‌ای باکره به‌شمار می‌رفت، فریا الهه عشق و شور جنسی بود. در اسکاندیناوی، نام فریا اغلب در نام‌های گیاهان به‌ویژه در جنوب سوئد دیده می‌شود. گیاهان مختلفی در اسکاندیناوی زمانی نام او را داشتند، اما در طی روند مسیحی‌سازی با نام مریم مقدس جایگزین شد. روستایی‌های اسکاندیناوی همچنان فریا را به عنوان یک شخصیت ماوراءالطبیعه در سدهٔ نوزدهم میلادی می‌شناختند و او الهام‌بخش آثار هنری مختلفی بود. فریا نام‌های متعددی داشت که از میان آن‌ها می‌توان به گِفن (دهنده)، هورن (کتان)، ماردول (روشن‌کننده دریا)، سیر (گراز)، وال‌فریا (فریا کشنده)، هوسفریا (زن خانه‌دار) و وانادیس (بانوی ونیر) اشاره کرد.

## ریشه‌شناسی
نام فریا در زبان نورس باستان به معنای «بانو، معشوقه» است. این نام از اسم زنانه زبان نیاژرمنی فراویون («بانو، معشوقه») نشأت می‌گیرد و با زبان ساکسونی باستان فروئا («بانو، معشوقه») یا آلمانی بالای باستان فرووا («بانو»، رجوع شود به آلمانی مدرن فرائو) هم‌خانواده است. فرییا (Freyja) همچنین از نظر ریشه‌شناسی به نام ایزد فریر نزدیک است، که در زبان نورس باستان به معنای «ارباب» است. بنابراین در نظر گرفته می‌شود که واژهٔ «Freyja» در اصل یک لقب محسوب می‌شود و جایگزین نام شخصی است که اکنون تأیید نشده است. علاوه بر این، نام فریا در برخی فرهنگ‌ها به معنای «دوست آزاد» یا «بانوی آزاد» نیز آمده است.

## افسانه‌ها

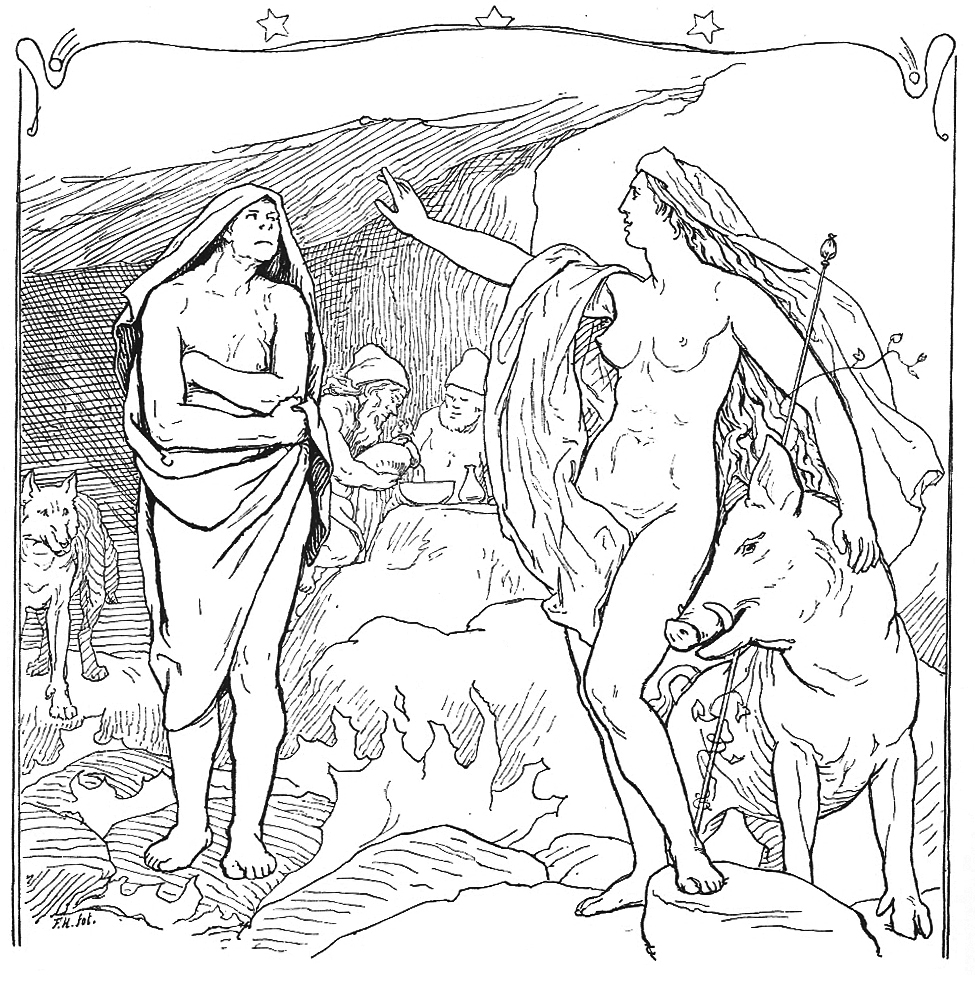
تصویری از فریا در کنار گرازش هیلدیس‌وینی، که ژستی در مقابل یوتون گرفته است (۱۸۹۵).

در افسانه‌ها این فریا است که نیمی از کشته‌شدگان هر نبردگاه را برای راه یافتن به سپاه اودین انتخاب می‌کند. فریا بدین سان با اودین و نیز با فریر پیوند دارد و در داستان دزدیده شدن گردن‌بند وی از جانب لوکی، در نقش یک والکیری به نام گوندول، پادشاهان را به جنگ با یکدیگر ترغیب می‌کند (تا از کشتگان میدان نبرد سپاه اودین را کامل کند). در این روایت‌ها غولان نیز مشتاق ازدواج با فریا هستند و داستان بازیافتن چکش ثور به هنگامی که ثور به نیرنگ جای فریا را به عنوان عروس می‌گیرد، داستان طنز آلودی از این گونه است. سیف همسر ثور با موهای زرین خود شاید تجسم دیگری از فریا است. فریا در بسیاری از روایت‌ها با زمین و نیز قلمرو مردگان مرتبط است و گاهی به شکل یک غول مؤنث پدیدار می‌شود که از آن شمار است زمانی که چون گِرد دلدار فریر می‌شود.
در برخی از روایت‌ها ایزدبانو فریا، همانند اودین به شکل پرندگانی پرواز می‌کند و گاهی بال خود را از دیگران به عاریت می‌گیرد. پرواز فریا و اودین نمادی است از سفر روح و حالت جذبهٔ زنان پیشگو نیز با چنین پروازی ارتباط دارد. به نظر می‌رسد که فریا و اودین هر دو چون واسطه‌ای به کار گرفته می‌شوند که زندگی، قدرت و فرزانگی و از سوی دیگر سترونی و مرگ را به انسان‌ها ارزانی می‌دارند و بدین‌سان از نقش دوگانهٔ پدیدآورنده سعادت و نیز ترس برخوردارند. ونیرها گاهی به سبب پیوند آنان با جهان زیرزمینی در ادبیات به شکل غولانی پدیدار می‌شوند.
غولان همواره به فریای زیبا، مصمم، قدرتمند و مهربان هوس می‌بردند؛ زمانی یک غول، دیواری دور آسگارد ساخت و به جای دستمزد، خواست فریا را به همسری گیرد. ثریم، خداوندگار غولان، چکش ثور را دزدید و آن را گروگان گرفت و در ازای آن، همسری فریا را خواستار شد؛ در این حین، هرون‌گنیر غول تهدید کرد که همهٔ ایزدان را خواهد کشت و فریا را خواهد گرفت. فریا خودش نیز آرزوهای بلندی داشت. او را متهم کردند که شب‌ها دنبال مردها می‌دود و همه ایزدان و اجنه‌ها از جمله برادرش را شیفتهٔ خود کرده بود. او از خشمگین شدن، بیش از هر چیز دیگر خوشش می‌آمد؛ وقتی ایزد شرارت لوکی و ثور خواستند او را به ازدواج با ثریم غول وادارند، همهٔ تالارهای ایزدان زیر توفان خشم او به لرزه درآمدند.
در افسانه‌ای دیگر از پال دیکون مورخ لمباردی، فریا و همسرش وُدان یا اودین، هر یک خواستار پیروزی قبیله‌ای خاص هستند: فریا از همسرش می‌خواهد که قبیلهٔ «وینلز» را در دستیابی به پیروزی بر قبیلهٔ «وندال» حمایت کند، اما ودان به سبب اینکه حامی قبیله وندال است با این کار مخالفت می‌کند. فریا تدبیری می‌اندیشد و از مردان قبیله وینلز می‌خواهد که هنگام طلوع خورشید همراه زنانشان با موهای آویخته در دیدگاه ودان قرار گیرند. سپس فریا بستر ودان را به گونه‌ای می‌چرخاند که زنان وینلز به هنگام بیدار شدن در دیدگاه او باشند. نخستین پرسش ودان پس از بیدارشدن این است که: این ریش بلندان کیستند؟ و فریا آنان را مردم قبیلهٔ لانگوبارد (به معنی ریش بلندها) یا لمبارد می‌نامند و بدین سان با مورد عنایت قرار گرفتن ودان بر وندال‌ها پیروز و نام جدید به خود می‌گیرند. هنگامی که شوهرش او را ترک کرد یا به یکباره ناپدید شد، فریا به یکی از بی‌بندوبارترین ایزدبانوها بدل شد. او با بسیاری از ایزدان، انسان‌ها، الف‌ها و حتی دورف‌ها رابطه‌ای عاشقانه داشت.

### گردنبند بریسینگ
از ویژگی‌های دیگر فریا، گردنبند گرانبهای بریسینگ بود که در یکی از سرگذشت‌نامه‌های اولاف تریگواسون بوسیلهٔ همخواب شدن با چهار دورف، به نام‌های آلفریگ، دوالین، برلینگ و گرر بدست آورده بود. داستان از جایی شروع می‌شود که فریا یک روز صبح قبل از طلوع آفتاب آسگارد را ترک نمود. او تقریباً در حالتی مسحور شده تنها به طلا و جواهرات فکر می‌کرد. لوکی متوجه او شد و به تعقیب فریا پرداخت. او از پل بیفروست عبور کرده و به سمت میدگارد رهسپار شد. هنگامی که هوا رو به تاریکی رفت، فریا به غاری رسید. او وارد گذرگاهی تاریک شد و به سمت پایین غار به راه افتاد. لوکی که به دنبال او بود نیز از دهانه‌ای باریک در میان دو سنگ عبور کرد. فریا در داخل غار به آهنگری چهار دورف رسید. فریا با چشمانی خیره نظاره‌گر درخشش کوره آهنگری شد، اما ناگهان چشمش به یکی از کارهای نفسگیر این دورف‌ها افتاد. گردنبندی از جنس طلا با طرح‌های زیبای حک شده بر روی آن. او هرگز چیزی به این زیبایی ندیده بود و شیفتهٔ آن شد. در همین حین، این چهار دورف نیز به این الههٔ جذاب خیره شدند که در پرتو گرم کوره آهنگری می‌درخشید. آن‌ها نیز تا به حال کسی به این زیبایی ندیده بودند. فریا با لبخندی بر روی لبانش به آلفریگ، دوالین، برلینگ و گرر گفت: من این گردنبند را از شما خریدارم. آن‌ها رو به فریا کرده و گفتند این گردنبند فروشی نیست و آن‌ها هیچ نیازی به طلا یا نقره ندارند. سپس برادران پیشنهادی به او دادند. آن‌ها تنها در صورتی گردنبند را به او می‌دهند که فریا قبول کند با تک تک آن‌ها شبی را سپری کند. فریا که از چهره زشت، بینی بزرگ و رنگ پریده، هیکل بدشکل و چشمان کوچک و حریص دورف‌ها بیزار بود، اما در عین حال آرزوی بدست آوردن گردنبند چشمانش را بسته بود، پس قبول کرد. او چهار روز و چهار شب را با دورف‌ها گذراند، و در پایان این زمان، دورف‌ها گردنبند بریسینگ را به دور گردن فریا آویختند. فریا با خوشحالی به آسگارد بازگشت، اما لوکی که در جریان تمام ماجرا بود، خود را سریع‌تر به آسگارد و تالار اودین رساند و داستان تن‌فروشی فریا را برایش تعریف کرد.
پس از ساخته شدن گردنبند، اودین که از جانب لوکی از ماجرا آگاه شده است، از لوکی می‌خواهد که گردنبند را بدزدد و به وی بدهد. بدین روایت لوکی به شکل پشه‌ای به خوابگاه فریا راه می‌یابد و با نیش زدن گونهٔ وی سبب می‌شود که فریا در خواب غلت بزند و لوکی با بهره جستن از این فرصت گردن‌بند را از گردن او باز می‌کند و به اودین می‌دهد. فریا برای بازپس گرفتن گردن‌بند ابتدا اودین را تهدید، و سپس به او التماس کرد، و اودین در قبال مجازات با فریا وارد مذاکره شد. او تنها به شرطی گردن‌بند را به فریا بازمی‌گرداند، اگر او بتواند جنگی میان دو پادشاه بزرگ به راه بیندازد. پس از این ماجرا دو پادشاه به نام‌های هدین و هیلد برای بازپس گرفتن این گردن‌بند با یکدیگر به ستیز برمی‌خیزند.

## شواهد

### ادای منظوم
در ادای منظوم، به نام فریا در اشعار ولوسپا، گریمنیسمال، لوکاسِنا، Thrymskviða، Oddrúnargrátr، و Hyndluljóð اشاره شده است.
ولوسپا حاوی یک بیت است که به فریا اشاره دارد و از او به عنوان «دختر اور یا آد» یاد می‌کند. فریا همسر شوهرش اور است. این بند شعر بیان می‌کند که فریا زمانی به سنگ‌تراشی ناشناس وعده داده شده بود، اما بعداً مشخص شد که او یک یوتون است و متعاقباً توسط ثور کشته شد (به تفصیل در فصل ۴۲ گیلفاگینینگ شرح داده شده است؛ بخش ادای منثور را در زیر مشاهده کنید). در شعر گریمنیسمال، اودین (خودش به جای گریمنیر جا می‌زند) به آینار جوان می‌گوید که فریا هر روز به نیمی از کسانی که در تالارش فولک‌وانگر کشته می‌شوند صندلی اختصاص می‌دهد، در حالی که اودین صاحب نیمهٔ دیگر است.
در شعر لوکاسنا، جایی که لوکی تقریباً تمامی زن‌های حاضر را به بی‌وفایی یا بی‌بندوباری جنسی متهم می‌کند، مناظره پرخاشگرانه‌ای بین لوکی و فریا رخ می‌دهد. در مقدمه شعر اشاره می‌شود که در میان دیگر خدایان و الهه‌ها، فریا در ضیافتی شرکت می‌کند که توسط اگیر برگزار می‌شود. در این بیت شعر، پس از اینکه لوکی با فریگ به هجو در مشاعره می‌پردازد، فریا مداخله می‌کند و به لوکی می‌گوید که او به سبب کارهای وحشتناکش دیوانه است و دیگر اینکه فریگ از سرنوشت همه آگاه است، اگرچه آن را به کسی نمی‌گوید. لوکی به او می‌گوید که سکوت اختیار کند و بیان می‌کند که خودش همه چیز را در مورد او می‌داند - که فریا خود در این مسئله بی‌تقصیر نیست، زیرا تمامی ایزدان و اِلف‌های حاضر در تالار شیفتهٔ او بوده‌اند. فریا او را دروغگو خطاب می‌کند، که او فقط به دنبال چرندگویی در مورد اعمال ناشایست است، و از آنجایی که ایزدان و ایزدبانوان از او عصبانی هستند، لوکی می‌تواند انتظار شکست را داشته باشد و به خانه بازگردد. لوکی دوباره به فریا می‌گوید که سکوت اختیار کند، او را جادوگر شرور خطاب می‌کند و سناریویی را تداعی می‌کند که در آن فریا یک بار سوار بر برادرش می‌رفت که همه ایزدان، با خنده، آن دو را شگفت‌زده کردند. نیورد مداخله می‌کند - او می‌گوید زنی که معشوقه‌ای غیر از شوهرش داشته باشد بی‌زیان است و اشاره می‌کند که لوکی خود بچه به دنیا آورده است و او را منحرف خطاب می‌کند. شعر به نوبه خود ادامه پیدا می‌کند.

### ادای منثور

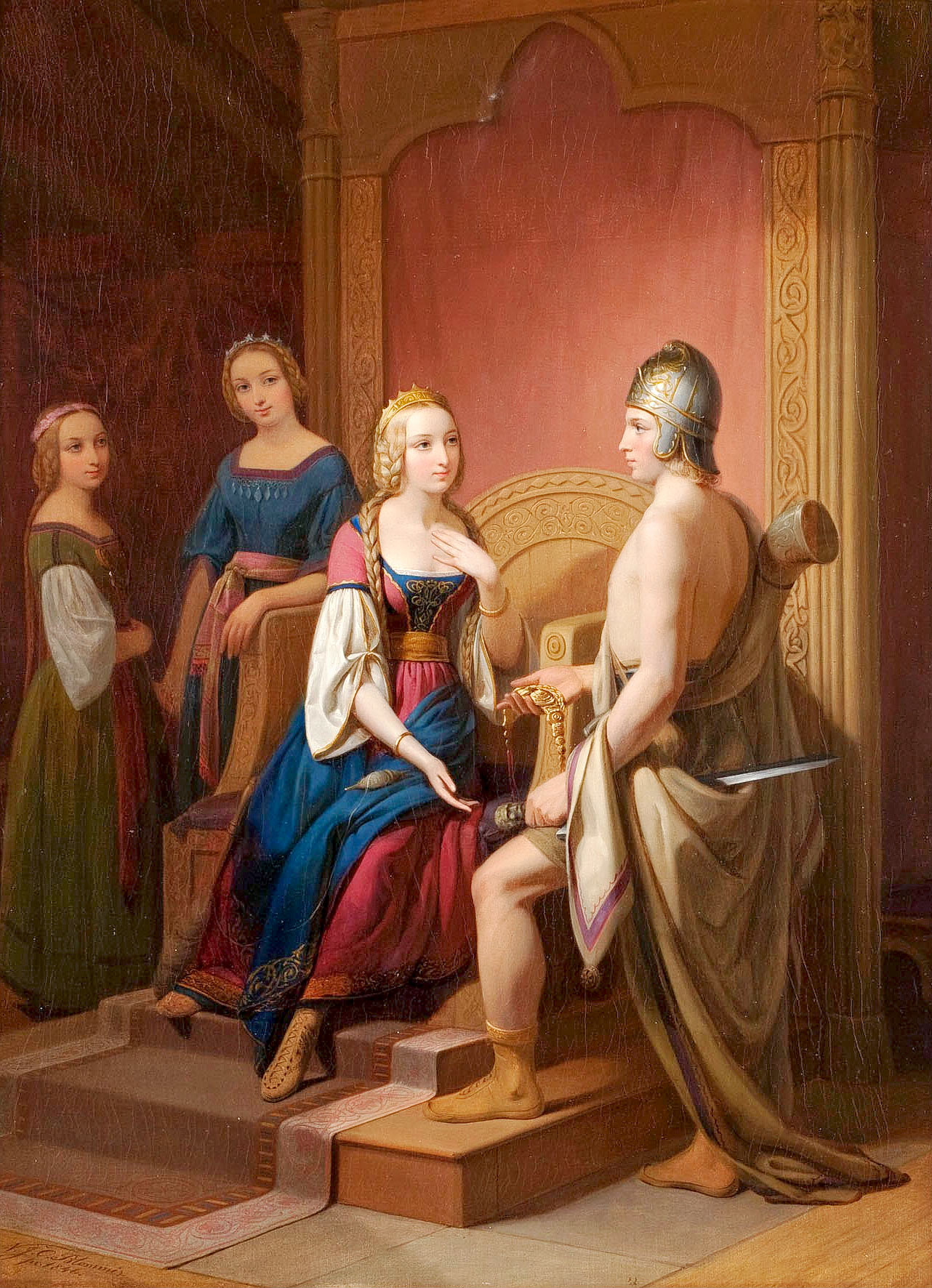
هایمدال گردنبند بریسینگ را به فریا باز می‌گرداند (۱۸۴۶) اثر نیلز بلومر

فریا در کتاب‌های ادای منثور شامل گیلفاگینینگ و اسکالدزکاپارمال حضور دارد. در فصل ۲۴ از گیلفاگینینگ، چهرهٔ بر تخت نشسته عالی‌جناب می‌گوید که پس از جدایی نیورد از ایزدبانوی اسکادی، او صاحب دو فرزند زیبا و توانا شد (هیچ شریکی ذکر نشده است). یک پسر، به نام فریر، و یک دختر، فریا. فریر باشکوه‌ترین ایزد، و فریا نیز باشکوه‌ترین ایزدبانو است. فریا در بهشت خانه دارد، فولکوانگر، و هرگاه فریا «راهی نبرد می‌شود، نیمی از کشته‌ها به او می‌رسد و نیمی دیگر به اودین تعلق می‌گیرد».
عالی‌جناب اضافه می‌کند که فریا یک تالار بزرگ و زیبا به نام «سسرومنیر» دارد، و در هنگام سفر در ارابه‌ای می‌نشیند که دو گربه آن را می‌رانند، و اینکه فریا «پذیراترین فردی است که مردم می‌توانند به درگاه او دعا کنند، و از نام او این لقب افتخاری گرفته شده است که به موجب آن بانوان نجیب‌زاده را فروور [بانوان نجیب‌زاده] می‌نامند». عالی‌جناب اضافه می‌کند که فریا علاقه خاصی به ترانه‌های عاشقانه دارد و «خوب است که در مورد روابط عاشقانه به او دعا کنیم».
در فصل ۲۹، عالی‌جناب نام و ویژگی‌های الهه‌های مختلف، از جمله فرییا را بازگو می‌کند. در ارتباط با فریا، عالی جناب بیان می‌کند که در کنار فریگ، فریا بالاترین مرتبه را در میان آن‌ها دارد و او صاحب گردنبند بریسینگ است.
بر طبق فصل ۳۵ کتاب گیلفاگینینگ در مجموعه ادای منثور، پادشاه اول «عالی‌جناب» می‌گوید: فریا با ایزد نه چندان معروفی به نام «اور» (یا یکی از نام‌های اودین) ازدواج می‌کند. او بیان می‌کند که آن دو صاحب دختری به نام هنوس می‌شوند، و این دختر به قدری زیباست که واژهٔ «hnossir» به معنی گنجینه، از نام او مشتق شده است. عالی جناب اضافه می‌کند که این ایزد عازم سفرهای خود می‌شود و فریا را گریان ترک می‌گوید. هنگامی که فریا برای آد می‌گرید، اشک‌هایش به طلا تبدیل می‌شوند، و به این ترتیب مجموعه‌ای از کنایه‌های مربوط به طلا در قالب عبارت‌هایی از قبیل «اشک فریا»، «آب شدن پلک فریا» و نظیر آن بیان می‌شود. سپس فریا به جستجوی او بر می‌آید، و در این جستجو نام‌های بسیار و عجیب و غریبی برخود می‌نهد. برخی از این نام‌ها عبارتند از: گِفن، هورن، ماردول، سیر، و وانادیس.
فریا همچنین در وقایعی که منجر به تولد اسلیپنیر، اسب هشت دست و پا می‌شود، نقش داشته است. در فصل ۴۲، عالی‌جناب نقل می‌کند که به زودی پس از اینکه ایزدان تالار والهالا را ساختند، سازنده‌ای (نامشخص) نزد آن‌ها آمد و به آن‌ها پیشنهاد ساخت استحکاماتی به قدری محکم را آن هم تنها در سه فصل داد که هیچ یوتونی نتواند از میدگارد وارد آن شود. سازنده در عوض فریا را به عنوان عروسش خواستار شد، و همچنین خورشید و ماه را از ایزدان طلب کرد. پس از مدتی بحث، ایزدان پیشنهادش را با چندین شرط اضافه قبول کردند. پس از گذشت مدتی، و درست زمانی که او می‌خواهد کارش را به اتمام برساند، مشخص می‌شود که سازنده در واقع خود یک یوتون است و بدین سبب توسط ثور کشته می‌شود. در این میان، لوکی در کالبد یک مادیان از اسب یوتون، ساوادیلفاری باردار شد و بنابراین اسلیپنیر را به دنیا آورد. در ادامه، عالی‌جناب بندی از ولوسپا را نقل می‌کند که به نام فریا اشاره دارد. در فصل ۴۹، عالی‌جناب مراسم تشییع جنازهٔ بالدر را به یاد می‌آورد و می‌گوید که فریا در تشییع جنازه شرکت کرد و ارابهٔ گربه‌اش را در آنجا راند، که آخرین اشاره به این ایزدبانو در کتاب گیلفاگینینگ است.
در ابتدای کتاب اسکالدزکاپارمال، نام فریا در میان هشت الهه شرکت کننده در ضیافتی که برای آسیر برگزار شد ذکر شده است. در فصل ۵۶، جزئیات ربوده شدن ایزدبانو ایدون توسط یوتونی به نام تیازی در قالب یک عقاب را شرح می‌دهد. لوکی که از احتمال مرگ و شکنجه به دلیل دست داشتن در ربودن ایدون وحشت دارد، می‌پرسد که آیا ممکن است از «شکل شاهین» فریا برای پرواز به سمت شمال سرزمین یوتون‌هایم و بازیابی الههٔ گمشده استفاده کند یا خیر. فریا اجازه می‌دهد، و با استفاده از «شکل شاهین» و تعقیب و گریز خشمگین با عقاب-تیازی، لوکی با موفقیت او را بازگرداند.
در فصل ۶، روشی برای اشاره به نیورد («پدر فریر و فریا») ارائه شده است که به فریا اشاره دارد. در فصل ۷، نام فریر ذکر شده است که به این ایزدبانو («برادر فریا») اشاره دارد. در فصل ۸ راه‌هایی برای اشاره به ایزد نگهبان قلمرو خدایان هایمدال ارائه شده است، از جمله «دشمن لوکی، بازیابی گردنبند فریا»، برداشت از افسانه‌ای در مورد بازیابی گردنبند فریا از لوکی توسط هایمدال.
در فصل ۱۷، هرونگنیر از نژاد غول‌ها، خود را در آسگارد، قلمرو ایزدان آسیر می‌یابد و بسیار مست می‌شود. هرونگنیر رجز می‌خواند که والهالا را به یوتون‌هایم (سرزمین غول‌های یخی و سنگی) منتقل می‌کند، آسگارد را با خاک یکسان می‌کند و همهٔ ایزدان را می‌کشد - به استثنای الهه فریا و سیف، که در نظر داشت آن‌ها را با خود به خانه ببرد. فریا تنها کسی است که جرأت می‌کند برایش نوشیدنی بیشتری بیاورد. هرونگنیر می‌گوید که تمام اِیل‌های آن‌ها را خواهد نوشید. پس از مدتی، کاسه صبر ایزدان از مسخره بازی‌های هرونگنیر لبریز می‌شود و چنین شد که دست به دامان ثور شدند. ثور بلافاصله با چکش بالا رفتهٔ خود وارد سالن می‌شود. ثور خشمگین بود و خواستار شد بداند چه کسی مسئول اجازه ورود این یوتون به آسگارد است، و چه کسی امنیت هرونگنیر را تضمین کرده است، و چرا فریا «گویی در ضیافت شام آسیر باید برای او نوشیدنی سرو کند».
در فصل ۱۸، بیتی از ترکیب قطعه شعر «Þórsdrápa» از اسکالد در سدهٔ ۱۰ میلادی نقل شده است. کنینگ استفاده شده در شعر به فریا اشاره دارد. در فصل ۲۰، روش‌های شعری برای اشاره به فریا فراهم شده است که از آن‌ها می‌توان به؛ «دختر نیورد»، «خواهر فریر»، «همسر اور»، «مادر هنوس»، «دارنده کشته شدگان، تالار سسرومنیر و گربه‌های وحشی»، صاحب گردنبند بریسینگ، «ایزد ون»، وانادیس (بانوی وانیر) و «الههٔ اشک‌های زیبا» اشاره کرد. در فصل ۳۲ روش‌های منظوم برای اشاره به طلا از جمله «گریه فریا» و «باران یا دوش از چشمان فریا» ارائه شده است.
در فصل ۳۳ آمده زمانی خدایان برای بازدید از اگیر عازم سفری شدند، که یکی از آن‌ها فریا بود. در فصل ۴۹، نقل قولی از اثر یک اسکالد به نام اِینار اسکولاسون، که از کنینگ «باران چشم شریک اور» استفاده می‌کند، که به فریا اشاره دارد و به معنای «طلا» است.
فصل ۳۶ دوباره توضیح می‌دهد که طلا می‌تواند به گریه‌های فریا اشاره داشته باشد به دلیل اشک‌های طلایی سرخی که دارد. این فصل شامل نقل قول‌های اضافی از شعر اِینار اسکولاسون است که به این الهه و دخترش هنوس اشاره می‌کند. آخرین اشاره به فریا در فصل ۷۵ از کتاب ادای منثور است، جایی که فهرستی از الهه‌ها ارائه می‌شود که فریا را در بر می‌گیرد.

### هایمس‌کرینگلا
در ینگلین‌گا ساگا نخستین بخش از کتاب هایمس‌کرینگلا یوهمرگرایی از منشأ ایزدان از جمله فریا ارائه می‌کند. در فصل ۴، فریا به عنوان یکی از اعضای ونیر، خواهر فریر، و دختر ایزد دریاها نیورد و خواهرش (که نام او ارائه نشده است) معرفی می‌شود. پس از پایان جنگ آسیر و ونیر که به بن‌بست ختم می‌شود، اودین فریا و نیورد را برای قربانی کردن به عنوان کشیش منصوب می‌کند. فریا تبدیل به راهِب و مسئول قربانی می‌شود و این او بود که راهکار سیدر را به آسیر معرفی کرد، که قبلاً فقط توسط وانیر انجام می‌شد.
در فصل ۱۰، برادر فریا، فریر می‌میرد و فریا آخرین بازمانده در میان آسیر و ونیر است. فریا به قربانی کردن خود ادامه می‌دهد و شهرت کسب می‌کند. این سرگذشت‌نامه توضیح می‌دهد که به دلیل شهرت فریا، تمامی زنان درجه یک با نام او شناخته می‌شوند - frúvor («بانوان»)، دوشیزه‌ای که عاشق اموالش است به عنوان فریا، و هوسفریا húsfreyja («کدبانو» نامیده می‌شود.) برای زنی که دارای خانه است.
این فصل اضافه می‌کند که فریا نه تنها بسیار باهوش بود، بلکه او و شوهرش اور دو دختر بسیار زیبا به نام‌های هنوس و گرسمی داشتند، که «گرانبهاترین جواهرات را به نام آن‌ها (هنوسیر) نامیدند».

## نمادهای فریا
گراز و اسب هر دو با فریا و فریر پیوند دارند. می‌گویند فریا به یکی از دلدادگان خویش، قهرمان اُتار، اجازه داد با سوارشدن بر گراز زرین برای یافتن غولی مؤنث و پرسش دربارهٔ نیاکان خود به سرزمین مردگان سفر کند. گراز زرین مو فریا با نام «هیلدیس‌وینی» (به معنی گراز جنگی) است که همچنین نام کلاه‌خودی بود که در گنجینهٔ فرمانروایان سوئد یافت شده بود. یافته شدن کلاه‌خود گراز شکل و صورت گراز شاید گویای آن است که پادشاهان از چنین ابزارهایی در پیوند با کیش فریا و برای دستیابی به پیروزی و توان پیشگویی بهره می‌بردند. فریا علاوه بر اسب نر با مادیان نیز پیوند دارد و چنین ارتباطی شاید از زمینه شوم و وحشت‌آمیز و جنبه تاریک کیش وی تأثیر گرفته است.

## خانه فریا
فریا در آسگارد، اقامتگاه خدایان جنگاور اسکاندیناوی زندگی می‌کرد. خانهٔ او تالار «سسرومنیر» نام داشت که در سرزمین زیبای فولک‌وانگر (به معنی میدان جنگ یا سرزمین میزبان) قرار داشت. در این محل، نیمی از کسانی که در نبرد کشته شده بودند برای زندگی پس از مرگ آماده تقسیم می‌شدند در حالی که اودین، پادشاه خدایان پذیرای نیمه دیگر بود. اما انتخاب اول (که معمولاً زن‌ها بودند) همیشه با فریا بود و سپس مابقی آن‌ها نزد اودین فرستاده می‌شدند. او سوار بر ارابه‌ای بود که توسط دو گربه سیاه یا خاکستری کشیده می‌شدند.

## در فرهنگ عامه
فریگا (گاهی اوقات فریا نامیده می‌شود) یک شخصیت خیالی در کتاب‌های کامیک آمریکایی منتشر شده توسط مارول کامیکس است که از سال ۱۹۶۳ حضور دارد. این شخصیت به‌طور مشخص بر اساس ایزدبانوی فریا، از اسطوره‌شناسی نورس است.
از اوایل دههٔ ۱۹۹۰ میلادی، به نظر می‌رسد نام‌های برگرفته از فریا به عنوان اسمی برای دختران پدیدار شد. بر اساس پایگاه داده اسامی نروژی از اداره مرکزی آمار، حدود ۵۰۰ زن با نام کوچک «Frøya» (املای نروژی امروزی نام این ایزدبانو) در فهرست این کشور وجود دارند. چندین نام مشابه نیز وجود دارند، مانند نام شخصی دوگانه فرویدیس.
فریا در چندین بازی ویدئویی حضور دارد که از جمله آن‌ها می‌توان به عنوان استودیو انسمبل در سال ۲۰۰۲ به نام عصر اسطوره‌ها، بازی سوم شخص میدان جنگ برخط چندنفره اِسمایت، خدای جنگ (۲۰۱۸) و دنبالهٔ آن خدای جنگ: رگناروک (۲۰۲۲) اثر استودیو سنتا مونیکا اشاره کرد.
«فریا» ترانه‌ای از گروه موسیقی هوی متال آمریکایی د سورد از نخستین آلبوم آن‌ها در سال ۲۰۰۶ تحت نام عصر زمستان‌ها است. یک نسخه بازخوانی قابل پخش نیز در بازی ویدئویی گیتار هیرو ۲ در دسترس است، که در همان سال منتشر شد.